# Moderne vijfkamp op de Olympische Zomerspelen 1996
De moderne vijfkamp is een van de sporten die beoefend werden tijdens de Olympische Zomerspelen 1996 in Atlanta. Van de competitie werden de onderdelen schermen en schieten georganiseerd in het Georgia World Congress Center.

## Heren

### Individueel
| rang   | sporter           | land | Schieten | Schermen | Zwemmen | Paardensport | Atletiek | totaal |
| ------ | ----------------- | ---- | -------- | -------- | ------- | ------------ | -------- | ------ |
| Goud   | Aleksandr Parygin | KAZ  | 1072     | 970      | 1196    | 1040         | 1273     | 5551   |
| Zilver | Eduard Zenovka    | RUS  | 1084     | 820      | 1268    | 1016         | 1342     | 5530   |
| Brons  | János Martinek    | HUN  | 1000     | 910      | 1248    | 1100         | 1243     | 5501   |
| 4      | Dmitri Svatkovski | RUS  | 1012     | 880      | 1248    | 1010         | 1339     | 5489   |
| 5      | Igor Warabida     | POL  | 1072     | 790      | 1208    | 1100         | 1282     | 5452   |
| 6      | Ákos Hanzély      | HUN  | 1084     | 940      | 1236    | 947          | 1228     | 5435   |
| 7      | Imre Tiidemann    | EST  | 1144     | 820      | 1212    | 950          | 1288     | 5414   |
| 8      | Cesare Toraldo    | ITA  | 1108     | 880      | 1296    | 1040         | 1078     | 5402   |